# Constructions Mécaniques de Normandie

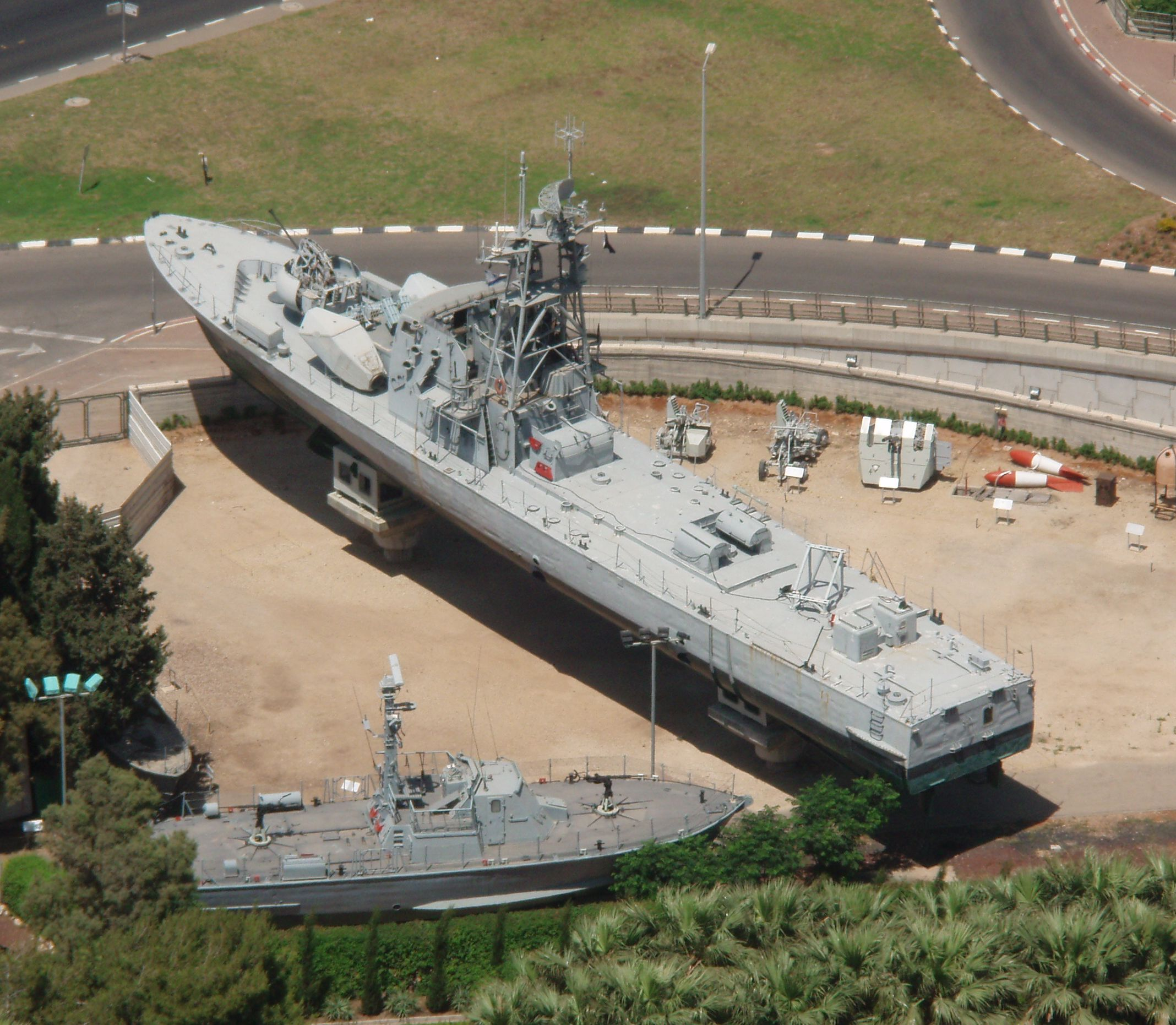
Israelisches Boot der Sa'ar-Klasse

Constructions Mécaniques de Normandie (CMN) ist eine Werft im französischen Cherbourg. Den Schwerpunkt der Produktion bilden leichte Kriegsschiffe und Luxusjachten.

## Geschichte
Die Werft wurde im Jahr 1945 von dem Flugzeugkonstrukteur Félix Amiot gegründet. Als erstes Fahrzeug lief am 23. Juni 1948 der Fischkutter Annie vom Stapel, seitdem wurden 350 Wasserfahrzeuge hergestellt. CMN spezialisierte sich zunächst auf den Holzschiffbau und produzierte Anfang der 1970er-Jahre eine Serie von Minenjagdbooten der Circé-Klasse mit Holzrumpf für die französische Marine. Hinzu kamen Minensuchboote, Patrouillenboote, Fahrzeuge für den Thunfischfang und kleine Frachtschiffe für den Küsten- und Binnenbereich.

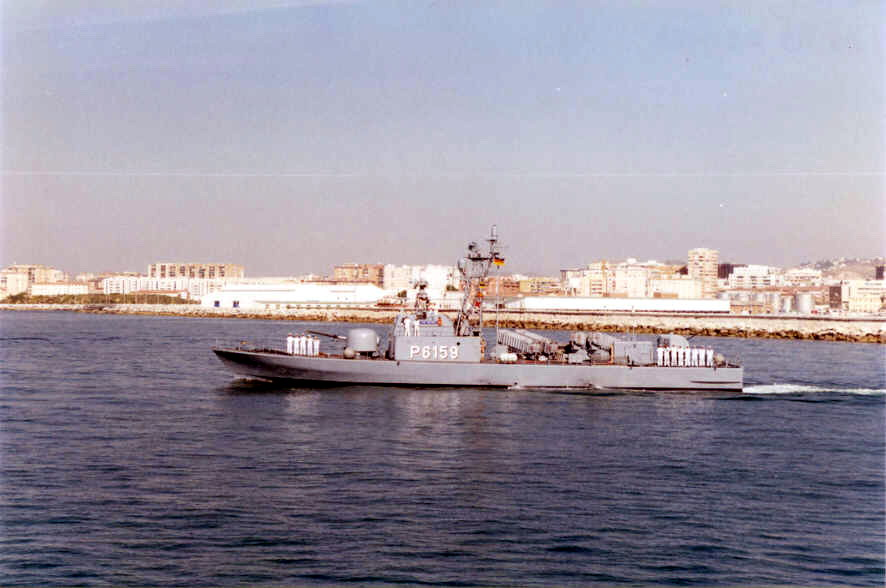
Das deutsche Schnellboot S 59 Reiher

Ab 1967 spezialisierte sich CMN auf den Bau von modernen Flugkörper-Schnellbooten und erwarb sich mit dem Typ Combattante, der in mehreren Versionen hergestellt wurde, eine international führende Position. Der Bootstyp ging auf einen Entwurf der deutschen Lürssen-Werft zurück, der für Israel entwickelt wurde. Als diese Boote aus politischen Gründen nicht in Deutschland gebaut werden durften, wurde CMN mit dem Bau von zwölf Booten der Sa’ar-1-Klasse beauftragt. Nach deren Fertigstellung hatte auch Frankreich ein Exportverbot erlassen. Daraufhin wurden die noch nicht ausgelieferten fünf Boote am 24. und 25. Dezember 1969 in einer Geheimaktion aus Cherbourg entführt und gegen den offiziellen Willen der französischen Stellen nach Israel gebracht. Durch diese Aktion wurden die Boote der CMN als Vedettes de Cherbourg weltweit bekannt.
Die deutsche Bundesmarine bestellte 1970 bei CMN 20 aus dem Entwurf Combattante-II entwickelte Schnellboote der Tiger-Klasse, von denen acht in Deutschland endausgerüstet wurden. Die übrigen wurden bei CMN komplett gefertigt. Alle Boote wurden zwischen 1972 und 1975 in Dienst gestellt.
1992 wurde die Werft von Iskandar Safa übernommen.

## Heutiger Betrieb

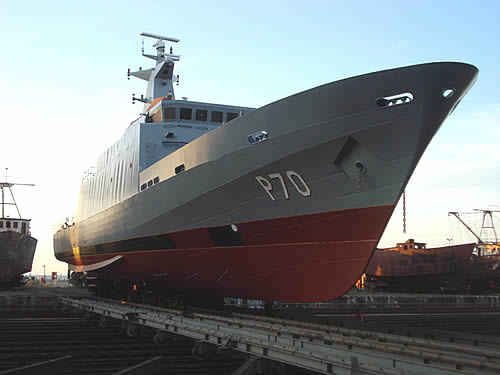
Brasilianisches Patrouillenboot NPa Macaé (P-70), des CMN-Typs Vigilante 400 CL54, Lizenzbau in Brasilien

CMN ist in der Lage, Jachten bis 70 Meter Länge zu bauen. 4,8 ha des Werksgeländes sind überdacht. Die beiden größten Hallen sind 161 mal 22 Meter sowie 80 mal 22 Meter. Die Gesamtfläche des Werftgeländes umfasst etwa 11 ha.
Die Jachten können zu Wasser gelassen werden:
- durch eine Slipanlage für Jachten unter 700 Tonnen
- durch einen 3000 Tonnen-Syncrolift (Liftgröße 32 m × 90 m)

CMN gehört zur Werftholding Abu Dhabi MAR, die vom Emirat Abu Dhabi aus gelenkt wird. Schwesterbetriebe sind die Kieler Howaldtswerke-Deutsche Werft, die Rendsburger Nobiskrug-Werft sowie die Hellenic Shipyards. Bevor die Werft CMN in den Werftenverbund Abu Dhabi Mar eingebracht wurde, war Iskandar Safa Alleineigentümer.
Die Belegschaft umfasst 400 Personen.